# Benno Pludra

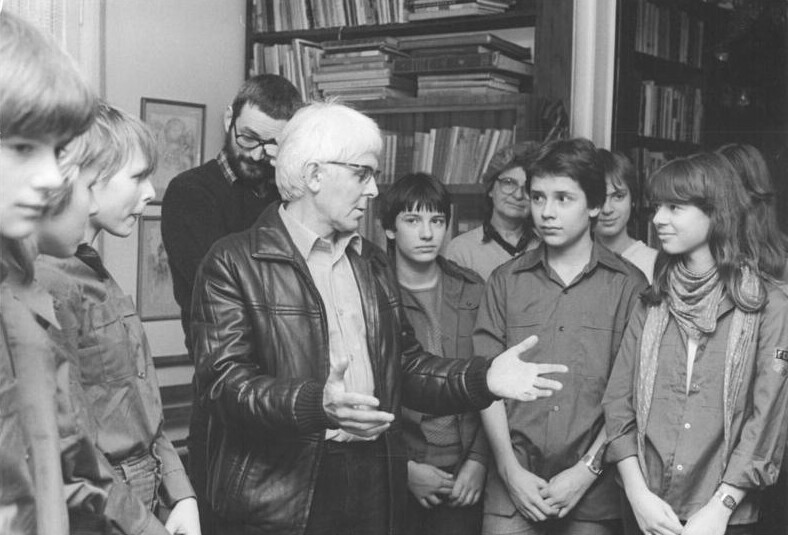
Jugendstunde mit Benno Pludra (1984)

Benno Pludra (* 1. Oktober 1925 in Mückenberg; † 27. August 2014 in Potsdam) war ein deutscher Schriftsteller.
Pludra schrieb Erzählungen und Romane für Kinder und Jugendliche. Mit einer Gesamtauflage von mehr als fünf Millionen Exemplaren gilt er als erfolgreichster Jugendbuchautor der DDR-Literatur; teilweise erschienen seine Bücher auch in westdeutschen Lizenzausgaben. Mehrere seiner Bücher wurden verfilmt.

## Leben
Pludra war der Sohn eines Metallgussformers. Sein Heimatort Mückenberg, heute als Lauchhammer-West Ortsteil der Stadt Lauchhammer, lag im äußersten Osten der preußischen Provinz Sachsen (ab 1945 Sachsen-Anhalt) an der Grenze zur Niederlausitz (Provinz Brandenburg). Er besuchte die Schule bis zur Mittleren Reife. Im Jahr 1942 ging er zur Handelsmarine, wo er auf dem Segelschulschiff Padua als Schiffsjunge eine Matrosenausbildung absolvierte. Nach seiner Matrosenprüfung heuerte Pludra 1944 auf dem Erzfrachter Ditmar Koel an. Während einer Fahrt im großen Geleitzug nach Norwegen wurde das Schiff von einem Torpedo getroffen und sank. Pludra kam mit dem Leben davon, aber kurz danach wurden seine Haare schneeweiß.
1945 kehrte er zu seinen Eltern zurück, die inzwischen in Riesa (Sachsen) lebten. Er trat im selben Jahr der KPD bei und wurde 1946 in Riesa zum Neulehrer ausgebildet. Nach einer kurzen Tätigkeit in diesem Beruf besuchte er 1947/48 die Arbeiter-und-Bauern-Fakultät und studierte anschließend von 1948 bis 1950 Germanistik, Geschichte und Kunstgeschichte an der Martin-Luther-Universität Halle-Wittenberg und der Humboldt-Universität zu Berlin. Gleichzeitig unternahm er erste literarische Versuche; er verfasste Kurzgeschichten und Zeitungsreportagen.
Pludra brach sein Studium ab und war von 1950 bis 1952 Redakteur bei der Zeitung Der Rundfunk in Ost-Berlin. Nachdem er 1951 ein vom Ministerium für Volksbildung der DDR veranstaltetes Preisausschreiben zur Förderung der sozialistischen Kinderliteratur gewonnen hatte, war Pludra ab 1952 als freier Schriftsteller tätig.
Zusammen mit dem Fotoreporter Herbert Blunk fuhr Benno Pludra 1953 mit dem Logger ROS 119 Patriot vom Fischkombinat Rostock auf Fangreise zu Fanggründen für den Hering in der Nordsee und schilderte die Erlebnisse mit der Freiheit der Meere und mit verschiedenartigen Charakteren der Schiffsbesatzung in seinem 1955 im Verlag Tribüne erschienenen Buch Wenn die Heringe ziehn …
Pludra war Mitglied des Schriftstellerverbandes der DDR und seit 1970 des PEN-Zentrums der DDR; später war er Mitglied des PEN-Zentrums Deutschland. Er erhielt unter anderem 1964 die Erich-Weinert-Medaille, 1966 und 1981 den Nationalpreis der DDR, 1991 den Deutschen Jugendliteraturpreis für sein Buch Siebenstorch, 2000 den Alex-Wedding-Preis und den Friedrich-Bödecker-Preis sowie 2004 den Sonderpreis des Deutschen Jugendliteraturpreises für sein Gesamtwerk.
Das Lesezentrum der Pädagogischen Hochschule Heidelberg widmete Pludra einen großen Teil des Hefts 17 von Lesezeichen (2006). Darin findet sich eine ausführliche Bibliographie der Primär- und Sekundärliteratur, einschließlich Zeitungsartikeln und Reden.
Benno Pludra lebte von 1970 bis zu seinem Tod 2014 mit seiner Familie in Potsdam-Nedlitz. Er starb im Alter von 88 Jahren. Er hinterließ zwei Söhne. Pludra wurde auf dem Neuen Friedhof in Potsdam beigesetzt.

## Werk

### Eigene Werke
- Ein Mädchen, fünf Jungen und sechs Traktoren. Berlin 1951.
- Die Jungen von Zelt dreizehn. Berlin 1952.
- Gustel, Tapp und die andern. Zeichnungen Ernst Jazdzewski (= Bunte Bären-Bücher., Band 2). Kinderbuchverlag, Berlin 1953, Sekundärausgabe: Deutsche Nationalbibliothek, Frankfurt am Main / Leipzig 2014, DNB 105011633X Volltext online Digitalisat der 3. Auflage 1955, kostenfrei, 158 Seiten in Viewer.[6]
- In Wiepershagen krähn die Hähne. Berlin 1953.
- Vor großer Fahrt. Berlin 1955.
- Wenn die Heringe ziehn ... Berlin 1955.
- Haik und Paul. Berlin 1956.
- Sheriff Teddy. Berlin 1956.
- Jakob sucht Liebe. Berlin 1958.
- Bootsmann auf der Scholle. Berlin 1959, ISBN 978-3-407-77106-3.
- Popp muß sich entscheiden. Berlin 1959.
- mit Ingeborg Meyer-Rey: Heiner und seine Hähnchen. Berlin 1962.
- mit Kurt Klamann: Unser Schiff kommt von Kukkeia. Berlin 1962.
- Lütt Matten und die weiße Muschel. Berlin 1963, ISBN 3-407-77115-0.
- Die Reise nach Sundevit. Berlin 1965, ISBN 3-407-77111-8.
- mit Ingeborg Meyer-Rey: Vom Bären, der nicht mehr schlafen konnte. Berlin 1967.
- Tambari. Berlin 1969.
- Wie ich nach Swanetien reisen wollte. Berlin 1974.
- Die Jungen von Zelt 13 und andere Erzählungen. Berlin 1975.
- Sundus und der hafergelbe Hund. Berlin 1975.
- Trauermantel und Birke. Berlin 1978.
- mit Renate Totzke-Israel: Es waren einmal ein Paar Schuh. Berlin 1979.
- mit Renate Totzke-Israel: Drinnen schläft die Zaubermaus. Berlin 1980.
- mit Linde Detlefsen: Es war ein Ei. Berlin 1980.
- Insel der Schwäne. Illustrationen von Gerhard Lahr. Kinderbuchverlag, Berlin 1980, ISBN 3-358-03055-5. (Vom Autor überarbeitete Auflage 1998, ISBN 3-358-02166-1.)
- mit Erdmut Oelschlaeger: Manchmal sind wir schon ganz groß. Berlin 1980.
- mit Martin Schoppe: Ein Mädchen fand einen Stein. Die Schwäne auf dem Wasser. Es waren einmal ein Paar Schuh. Berlin 1981.
- mit Siegfried Linke: Wie die Windmühle zu den Wolken flog. Berlin 1981.
- mit Manfred Bofinger: Es war eine Biene. Berlin 1983.
- mit Gisela Neumann: Verkehrte Welt. Berlin 1984.
- Das Herz des Piraten. Berlin 1985.
- mit Uwe Häntsch: Unser Schiff kommt von Kukkeia. Berlin 1987, ISBN 3-358-00065-6.
- mit Renate Totzke-Israel Windmühle, Windmühle, nimm uns mit. Berlin 1987.
- mit Jutta Mirtschin: Der Waldkauz Hadubrand. Berlin 1988.
- mit Regine Röder: Das Fräulein Weißmann saß im Garten. Berlin 1989.
- Zum Fluß hinunter, wo die Schiffe ziehn. Berlin 1989.
- Aloa-hé. Berlin 1989.
- Siebenstorch. Berlin 1991.
- Schreiben für Kinder: Ganz hinten sollte Hoffnung sein. Rede in der Frankfurter Universität am 9. Juli 1993; mit Werkverzeichnis und Literatur zum kinderliterarischen Werk von Benno Pludra (= Jahresgabe des Freundeskreis des Instituts für Jugendbuchforschung Frankfurt am Main, 1993). Freundeskreis des Instituts für Jugendbuchforschung, Frankfurt am Main 1993, DNB 944785255.
- Fünf in der Tonne. Berlin 1994.
- Leinen los für Wunderfloh. Berlin 1994.
- Die Märchen. Berlin 1994.
- Der Hund des Kapitäns. (= Benno Pludra Bibliothek). Kinderbuchverlag, Berlin 1999, ISBN 3-358-02178-5.
- Jakob heimatlos. (= Benno Pludra Bibliothek). Kinderbuchverlag, Berlin 1999, ISBN 3-358-02182-3.

### Übersetzungen
- Hisako Teraoka: Der Regenknabe und andere Erzählungen. Berlin 1983.

### Verfilmungen
- 1957: Sheriff Teddy – Regie: Heiner Carow
- 1960: Ein Sommertag macht keine Liebe – Regie: Herbert Ballmann und Gerhard Klein
- 1962: Bootsmann auf der Scholle (Animationsfilm) – Regie: Werner Krauße
- 1963: Heiner und seine Hähnchen (Animationsfilm) – Regie: Klaus Georgi
- 1964: Jeder hat seine Geschichte – Regie: Heiner Carow
- 1964: Lütt Matten und die weiße Muschel – Regie: Herrmann Zschoche
- 1966: Die Reise nach Sundevit – Regie: Heiner Carow
- 1977: Tambari – Regie: Ulrich Weiß
- 1983: Insel der Schwäne – Regie: Herrmann Zschoche
- 1988: Das Herz des Piraten – Regie: Jürgen Brauer